# 張清芳 (政治人物)
張清芳（1952年11月23日—），中華民國政治人物，曾經代表民主進步黨任職第四屆及第五屆立法委員。但在競選第六屆立法委員時以89票、0.02%之差落選，敗給尋求連任的台灣團結聯盟立法委員廖本煙。

## 爭議
其子張定瑋於2016年12月27日酒後駕駛價值新臺幣700多萬元的賓士CLS63 AMG轎車行經板橋，擋風玻璃前還放有一張民國104年度立法院停車證，被警方依《中華民國刑法》公共危險罪現行犯上銬帶回派出所。

## 外部連結
- 立法院 -張清芳委員 （页面存档备份，存于）